# Elpidi (governador)
Elpidi o Elpidios, en grec medieval Ἐλπίδιος, va ser un aristòcrata de l'Imperi Romà d'Orient i governador del tema de Sicília. Va ser acusat de traïció contra l'emperadriu Irene d'Atenes, que el va considerar rebel. Després de ser derrotat, va marxar cap al Califat Abbàssida on va ser reconegut com a emperador.

## Biografia
No se sap res d'Elpidi abans del febrer del 781, quan l'emperadriu Irene el va nomenar governador (estrateg) del tema de Sicília. Aleshores, ja ostentava la dignitat de Patrici, la més important de l'Imperi Romà d'Orient. El cronista Teòfanes el Confessor diu simplement que ja ocupava el càrrec de governador de Sicília, potser sota Lleó VI el Filòsof o sota Constantí V Coprònim. Poc després, el 15 d'abril, Irene va saber que havia donat suport a un complot descobert l'octubre anterior, que preveia reemplaçar-la pel cèsar Nicèfor, el fill viu de més edat de Constantí V. Irene va decidir enviar immediatament l'espatari Teòfil a Sicília per portar a Elpidi a Constantinoble. Encara que la seva dona i els seus fills eren a Constantinoble, Elpidi va rebutjar l'ordre imperial i va ser recolzat pel poble i pels soldats locals. Sembla realment que no es volia alçar contra l'emperadriu, però aquesta va fer assotar públicament la seva dona i els seus fills abans de tancar-los a la sala de justícia de la capital.
A la tardor del 781 o principis del 782, Irene va enviar una gran flota contra ell sota la direcció d'un eunuc lleial, el patrici Teodor. Les forces d'Elpidi eren escasses i després de diverses batalles, van patir una greu derrota. Amb el seu lloctinent, el dux Nicèfor, probablement el governador de Calàbria, va agafar el que quedava del tresor del tema i va fugir cap al nord d'Àfrica, on les autoritats àrabs li van donar la benvinguda. Allà es va proclamar emperador, una proclamació formal reconeguda pel Califat Abbàssida. La seva vida d'exiliat és poc coneguda. Només sabem que va participar en una campanya a gran escala (amb almenys 40.000 homes) contra Constantinoble el 792 o el 794. Els abbàssides probablement volien designar-lo com a emperador rival a Anatòlia, però l'exèrcit invasor es va haver de reagrupar al començament d'un hivern primerenc i dur. De fet, per les condicions climàtiques, va perdre molts homes i es va veure obligat a retirar-se. Segons fonts siríaques, encara era viu l'any 802, quan Irene va ser deposada per Nicèfor I. Quan va saber aquest esdeveniment, sembla que va aconsellar a Abd-al-Màlik ibn Sàlih ibn Alí, l'emir de Mesopotàmia, que «es tragués la seda i es posés l'armadura», mentre Nicèfor I seguia una política més agressiva que la d'Irene cap als abbàssides.